# Tatry Polskie. Przewodnik
Tatry Polskie. Przewodnik – przewodnik turystyczny po Tatrach Polskich. Jego autorem jest Józef Nyka – polski alpinista, taternik, popularyzator alpinizmu i turystyki górskiej, autor przewodników turystycznych. Tatry Polskie to najbardziej znany przewodnik po polskiej części Tatr. O jego popularności świadczy fakt, że w 2018 roku pojawiło się już 21. jego wydanie.
Przewodnik jest ciągle aktualizowany. Wydanie 21 zawiera następujące rozdziały:
- Od autora
- Z Tatrami na ty – ogólna charakterystyka Tatr
- Rady praktyczne A–Z
- Zakopane
- Okolice Zakopanego
- Dolina Chochołowska
- Dolina Kościeliska
- Giewont, Czerwone Wierchy, Kasprowy
- Dolina Gąsienicowa
- Dolina Roztoki i Pięciu Stawów
- Dolina Rybiego Potoku
- Na polskim Podtatrzu
- Tatry w 140 hasłach
- Spis mapek i planów
- Spis panoram

Trasy turystyczne są numerowane, co ułatwia odszukiwanie ich opisu. Podawany jest czas przejścia (dla przeciętnego turysty), opis szlaków, ich trudność i wskazówki praktyczne. W opisach szlaków ciekawe informacje o historii, geologii i przyrodzie mijanych obiektów.